# 克莱佩达机场
克莱佩达机场（IATA：KLJ，ICAO：EYKL），是立陶宛西部克莱佩达以东7公里处的一座民用机场，主要为飞行运动和包机服务。机场紧邻A1/E85高速公路。
克莱佩达机场现有两条跑道，分别为500米×21米的沥青跑道和590米×42米的草皮跑道。
整个克莱佩达县的定期商业性航班主要安排在帕兰加国际机场，距克莱佩达30公里。